# Hot Rap Songs
Hot Rap Songs, tidigare kallat Hot Rap Tracks och Hot Rap Singles, är en topplista av Billboard. Den listar de 25 mest populära hiphoplåtar och uppdaterades veckovis.